# Fritz-Georg von Rappard
Fritz-Georg Hugo Karl von Rappard (* 15. August 1892 in Sögeln; † 29. Januar 1946 in Welikije Luki, Sowjetunion) war ein deutscher Generalleutnant im Zweiten Weltkrieg.

## Leben
Rappard begann seine militärische Karriere im Frühjahr 1911 als Fahnenjunker in der Preußischen Armee. Er wurde am 23. Oktober 1912 beim Westfälischen Jäger-Bataillon Nr. 7 zum Leutnant befördert. Rappard nahm am Ersten Weltkrieg teil und wurde mit beiden Klassen des Eisernen Kreuzes sowie dem Verwundetenabzeichen in Schwarz ausgezeichnet.
1924 trat er in den Dienst der Reichswehr. Am 1. August 1937 wurde er Oberstleutnant. Die Beförderung zum Oberst erfolgte am 1. April 1939.
Zu Beginn des Zweiten Weltkriegs war er Kommandeur des Infanterie-Regiments 277. Ab dem 3. Februar 1942 war er für einen Monat Kommandeur der 83. Infanterie-Division, zu der das Infanterie-Regiment 277 gehörte. Seine Division kämpften 1942 im Raum Welikije Luki bzw. in der Schlacht von Welikije Luki. Am 1. November 1942 erfolgte die Beförderung zum Generalmajor und er war mit Unterbrechungen bis August 1944 Kommandeur der 7. Infanterie-Division. Am 1. August 1943 wurde er zum Generalleutnant befördert.  In dieser Eigenschaft wurde ihm am 1. Juni 1944 das Deutsche Kreuz in Gold verliehen und von Rappard am 20. Oktober 1944 mit dem Ritterkreuz des Eisernen Kreuzes sowie am 24. Februar 1945 mit dem Eichenlaub zum Ritterkreuz (751. Verleihung) ausgezeichnet.
Rappard wurde nach Kriegsende in Welikije Luki mit sieben weiteren Angehörige des Infanterie-Regiments 277, darunter seinem Nachfolger als Regimentskommandeur Eduard von Saß, durch ein Militärgericht der Roten Armee als Kriegsverbrecher schuldig gesprochen und 1946 gehängt. Der Vorwurf lautete auf Kriegsverbrechen und Verbrechen gegen die Bevölkerung in Welikije Luki.